# Franco Rami
Franco Ezequiel Rami (Córdoba, 31 marzo 2003) è un calciatore argentino, attaccante dell'Aldosivi in prestito dal Belgrano.

## Carriera
È cresciuto nel settore giovanile del Belgrano, con cui ha debuttato il 4 agosto 2023 nell'incontro di Copa Argentina vinto 1-0 contro il Claypole. Il 29 settembre seguente ha firmato il primo contratto professionistico. Nel 2024 ha esordito sia nella prima divisione argentina che in Coppa Sudamericana, giocando una partita in ciascuna di queste due competizioni (a cui ha aggiunto anche un'ulteriore presenza in Copa de la Liga Profesional).
Nel gennaio del 2025 è stato ceduto in prestito all'Aldosivi ed il 6 febbraio ha segnato il suo primo gol nella partita persa 3-1 contro il Barracas Central.

## Statistiche

### Presenze e reti nei club
Statistiche aggiornate al 26 luglio 2025.
| Stagione        | Squadra         | Campionato      | Campionato | Campionato | Coppe nazionali | Coppe nazionali | Coppe nazionali | Coppe continentali | Coppe continentali | Coppe continentali | Altre coppe | Altre coppe | Altre coppe | Totale | Totale | Totale |
| Stagione        | Squadra         | Comp            | Pres       | Reti       | Comp            | Pres            | Reti            | Comp               | Pres               | Reti               | Comp        | Pres        | Reti        | Pres   | Reti   |        |
| --------------- | --------------- | --------------- | ---------- | ---------- | --------------- | --------------- | --------------- | ------------------ | ------------------ | ------------------ | ----------- | ----------- | ----------- | ------ | ------ | ------ |
| 2023            | Belgrano        | PD              | 0          | 0          | CA+CdL          | 1+0             | 0               | -                  | -                  | -                  | -           | -           | -           | 1      | 0      |        |
| 2024            | Belgrano        | PD              | 1          | 0          | CA+CdL          | 0+1             | 0               | CS                 | 1                  | 0                  | -           | -           | -           | 3      | 0      |        |
| Totale Belgrano | Totale Belgrano | Totale Belgrano | 1          | 0          |                 | 2               | 0               |                    | 1                  | 0                  |             | -           | -           | 4      | 0      |        |
| 2025            | Aldosivi        | PD              | 11         | 2          | CA              | 1               | 0               | -                  | -                  | -                  | -           | -           | -           | 12     | 2      |        |
| Totale carriera | Totale carriera | Totale carriera | 12         | 2          |                 | 3               | 0               |                    | 1                  | 0                  |             | -           | -           | 16     | 2      |        |